# Ramodatodes nigripes
Ramodatodes nigripes är en skalbaggsart som beskrevs av Jean François Villiers 1982. Ramodatodes nigripes ingår i släktet Ramodatodes och familjen långhorningar.
Artens utbredningsområde är Madagaskar. Inga underarter finns listade i Catalogue of Life.